# Mk 33型魚雷
Mk 33型魚雷是第一枚供美國海軍使用的被動式聲波制導反水面艦隻及潛艇魚雷，採用鑄鋁外殼。它有兩種速度選項，分別是高速和低速，並計劃在潛艇和飛機上發射。
Mk 33型魚雷在第二次世界大戰結束時停止生產，但其速度選項這特別設計亦整合至Mk 35型魚雷當中。